# قشلاق نریمان کندی حاجی هاوار
قشلاق نریمان کندی حاجی هاوار یک روستا در ایران است که در استان اردبیل واقع شده‌است. قشلاق نریمان کندی حاجی هاوار ۴۰ نفر جمعیت دارد.